# 吾妻橋

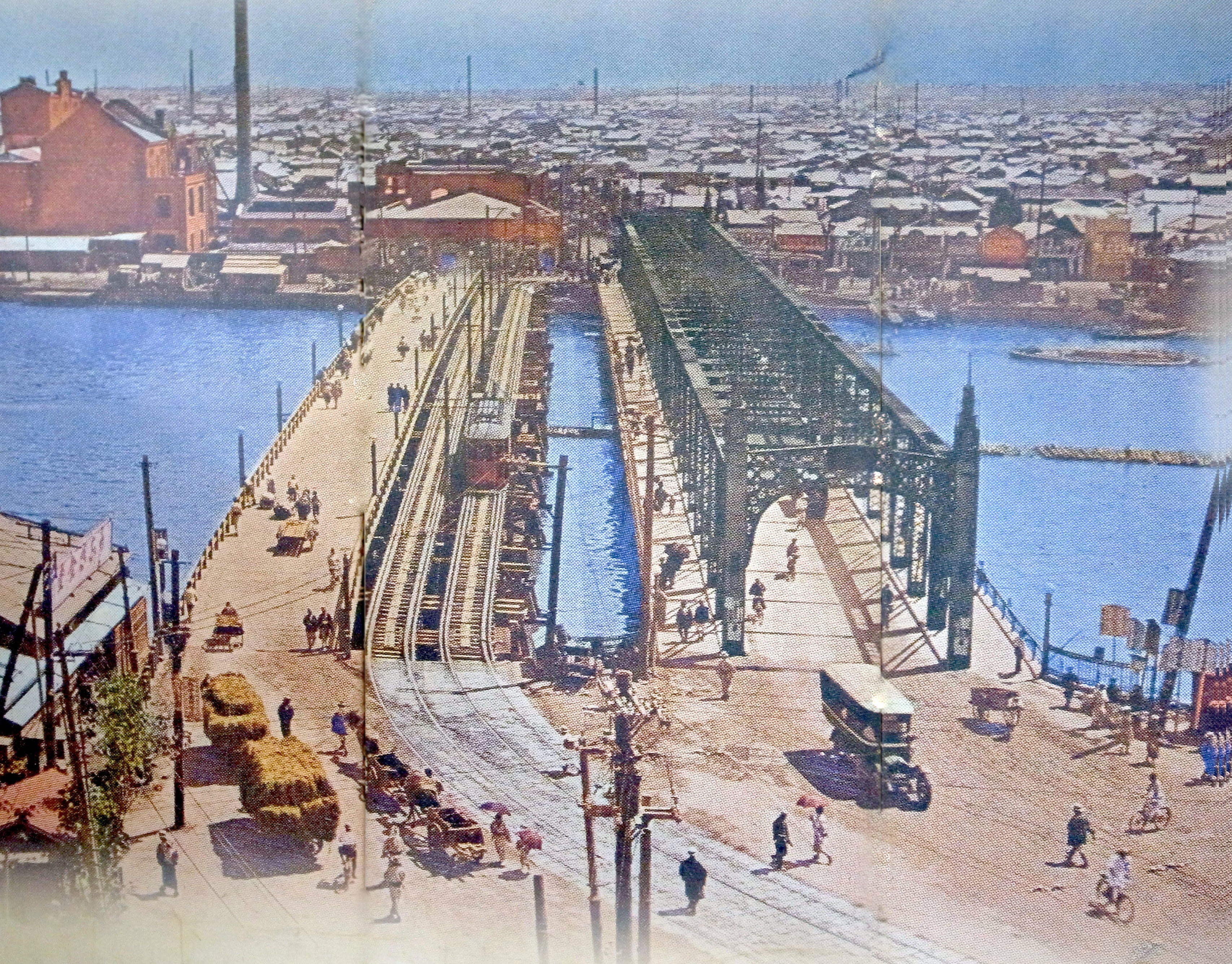
大正時代の吾妻橋。左から人道橋、鉄道橋、車道橋。

吾妻橋（あづまばし）は、隅田川にかかる橋で、東京都道463号上野月島線吾妻橋支線を通す。西岸は台東区雷門二丁目、および花川戸一丁目を分かち、東岸は墨田区吾妻橋一丁目。橋東岸の墨田区の町名でもあり、一丁目から三丁目まで存在する。

## 地理
この橋の西岸の交叉点には浅草一丁目がかかり、神谷バーなど、いわゆる浅草中心に近い橋である。また、東岸にはアサヒビール本社などが入る墨田リバーサイド地区がある。なお、サクラの名所として著名な隅田公園はこの橋がほぼ南端にあたる。
なお、東武伊勢崎線・東京メトロ銀座線・都営地下鉄浅草線の浅草駅はこの橋の西岸にあり、東岸約500メートル先にこの橋の名を冠した本所吾妻橋駅（都営浅草線）がある。
また、東京都観光汽船が運航する水上バスの発着場（船着場）が橋の西詰に設けられており、隅田川下りの拠点の一つとしても著名な地点でもある。

## 歴史

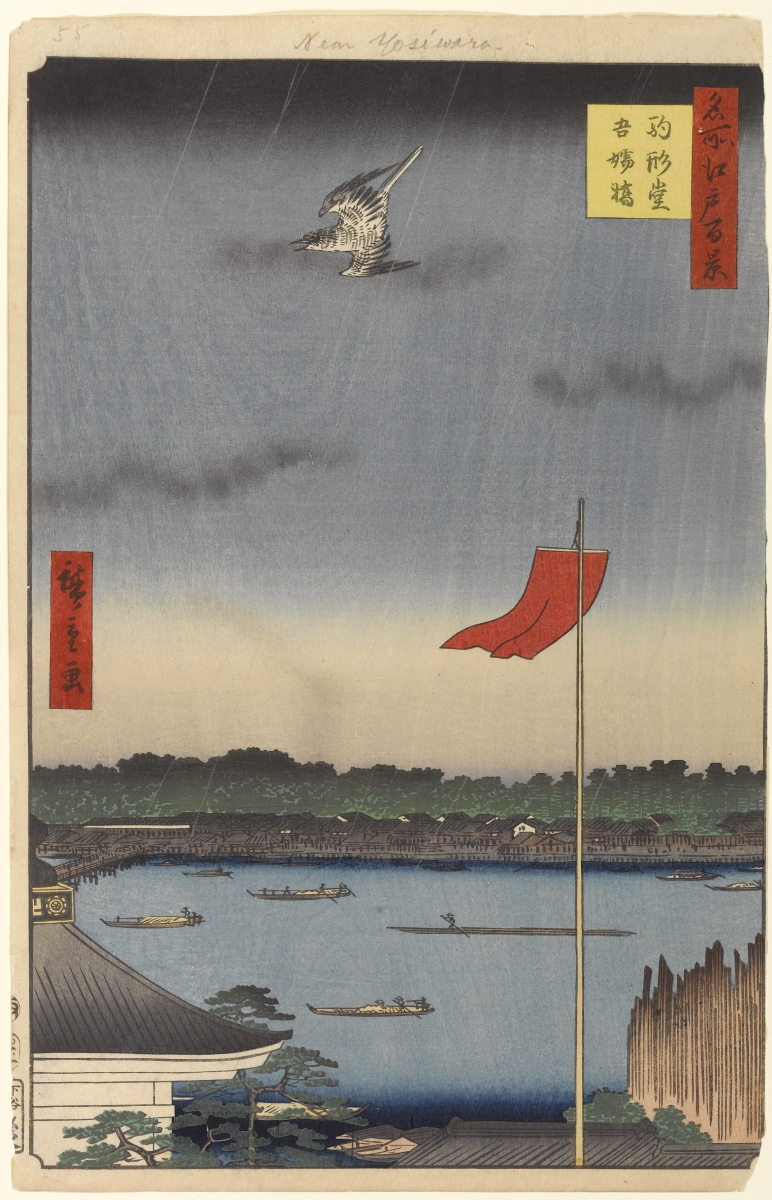
歌川広重

創架は1774年（安永3年）10月17日のことで、それまでは「竹町の渡し」と呼ばれた渡し舟があった場所であった。徳川家康の入府から江戸時代にかけて隅田川に架橋された5つの橋のうち最後の橋であり、1769年（明和6年）4月に浅草花川戸の町人伊右衛門と下谷竜泉寺の源八の嘆願が幕府によって許可され、着工後5年で完成したものである。
長さ八十四間（約150m）、幅三間半（約6.5m）の橋で、武士以外の全ての通行者から2文ずつ通行料を取ったと記録に残る。1786年（天明6年）7月18日の洪水の際に永代橋、新大橋がことごとく流され、両国橋も大きな被害を受ける中で無傷で残り、架橋した大工や奉行らが褒章を賜ったという。その後幾度かの架け替えが行われたようである。
橋名ははじめ「大川橋」と呼ばれた。これは近辺で隅田川が「大川」と呼称されていたことにちなむ。しかしながら、俗に江戸の東にあるために町民たちには「東橋」と呼ばれており、後に慶賀名として「吾妻」とされた説と、東岸方面の向島にある「吾嬬神社」へと通ずる道であったことから転じて「吾妻」となった説がある。いずれにしても、1876年（明治9年）6月17日に木橋として最後の架け替えが行われた際に正式に現在の橋名である「吾妻橋」と命名された。
この最後の木橋は1885年（明治18年）7月の大洪水で初めて流出した千住大橋の橋桁が上流から流されてきて橋脚に衝突。一緒に流失してしまう。そのために1887年（明治20年）12月9日に隅田川最初の鉄橋として再架橋された。鋼製プラットトラス橋で、人道橋、鉄道（東京市電）橋、車道橋の3本が平行して架けられていた。
1923年（大正12年）9月1日の大正関東地震（関東大震災）によって木製だった橋板が焼け落ちてしまい、一時的な補修の後、1931年（昭和6年）に現在の橋に架け替えられた。

## 現在の橋の概要
- 構造形式 - 3径間鋼ソリッドリブタイドアーチ橋
- 橋長 - 150.0m
- 幅員 - 20.0m
- 着工 - 昭和4年6月
- 竣工 - 昭和6年6月
- 施工主体 - 東京市

## 作品
音楽
- 飯塚まもる『Sumidagawa』
- 美川憲一『吾妻橋で待つ女』
- ちあきなおみ『ほうずきの町』

都々逸
- 「吾妻橋とは 吾が妻橋よ そばに渡しが ついている」（※「渡し舟」と「私」を掛けている。本歌取で「吾妻下駄とは 女の下駄よ そばに裸足が ついている」というのもある）

## 隣の橋
- 隅田川

（上流） - 言問橋 - 隅田川橋梁 - 吾妻橋 - 駒形橋 - 厩橋 - （下流）

## 関連文献
- 斎藤幸雄「巻之七 揺光之部 大川橋」『江戸名所図会』 4巻、有朋堂書店、1927年、172-173頁。NDLJP:1174161/91。